# Ítéljen a tenger
Az Ítéljen a tenger (eredeti francia címe L’Homme du large) 1920-ban bemutatott francia némafilm, rendezte Marcel L’Herbier. 
Magyarországon 1921. január 3-án mutatták be.
A film Honoré de Balzac Dráma a tengerparton (Un drame au bord de la mer, 1834) című elbeszélése nyomán készült, forgatókönyvét maga a rendező írta. A kosztüm- és díszletterveket Claude Autant-Lara készítette, aki később jeles filmrendező lett. Ebben a filmben játszotta első, még nem túl jelentős szerepét a későbbi nagy sztár, Charles Boyer.

## Cselekménye
Nolff, a bretagne-i halász csak a tengernek él, megveti a szárazföldön élőket. Keménysége megenyhült, amikor fia született, derék tengerészt akart belőle nevelni. Michel azonban megutálta a tengert és már fiatalon a városi lebujokba kezdett járni. Hiába próbálja visszatartani anyja és kötelességtudó nővére, Djenna, apja pedig még menti is: derék tengerész lesz majd, ha kitombolta magát.
Húsvét hétfő az egyetlen alkalom, amikor Nolff családját a szárazföldi emberek társaságába vezeti. Betegeskedő felesége elszédül, hazaviszik, de Michel elmegy a város rossz hírű kocsmájába, ahol összeáll a táncosnő Liával. Hiába megy érte a nővére, hogy jöjjön haza anyjuk halálos ágyához, Michel Lia kedvéért visszaszökik a lebujba, összevész a táncosnő stricijével, és leszúrja őt, mire elfogják. Nolff a halászatról fáradtan hazatérve értesül róla, hogy felesége meghalt és fia börténben ül. 
Maradék pénzén a sértettel visszavonatja panaszát, és fia kiszabadul. Michel fogadkozik, hogy új életre tér, de pénzre van szüksége, hogy eltartsa Liát, ezért ellopja a nővére hozományára félretett pénzt. Nolff ezt már nem tűrheti tovább. Belekötözi fiát a csónakba és sorsára bízza.. Ítéljen a tenger!
Megtörten elvonul idegen vidékre és magányban tölti napjait a tengeren. Csak a kolostorba vonult Djennával érintkezik. A lány már fel akarja ölteni egész életére az apácaruhát, amikor levél érkezik Micheltől, hogy megmenekült. Kegyelmes volt a tenger.

## Szereplők
- Jaque Catelain – Michel
- Roger Karl – Nolff
- Philippe Hériat – Joseph
- Marcelle Pradot – Djenna
- Claire Prélia – Djenna és Michel anyja
- Charles Boyer – Guenn la Taupe
- Claude Autant-Lara – fiatal barát
- Dimitri Dragomir – másik fiatalember
- Suzanne Doris – Lia
- Georges Forois – halász
- Lili Samuel – leszbikus nő
- Pâquerette
- Jeanne Bérangère
- Jane Dolys
- André Daven
- Marcel Raval